# فرج‌الله حیدری
فرج‌الله حیدری (زاده ۵ آذر ۱۳۳۵ - درگذشت ۱۵ آذر ۱۳۹۷) مدیر فیلم‌برداری اهل ایران بود. شروع فعالیت سینمایی وی با فیلم کوچه مردها به عنوان دستیار فیلم‌بردار در سال ۱۳۴۹ بوده‌است. او مدیر فیلمبرداری بیش از ۳۰ فیلم سینمایی و فیلمبردار نزدیک به ۲۰ اثر سینمایی بوده است.
در سن ۶۲ سالگی  بر اثر ایست قلبی در خانه خود درگذشت و در قطعه هنرمندان دفن گردید.

## مدیر فیلم‌برداری
- شانس، عشق، تصادف (۱۳۹۳)
- زندگی خصوصی (۱۳۹۰)
- کارناوال مرگ (۱۳۸۷)
- انعکاس (۱۳۸۷)
- زن‌ها فرشته‌اند (۱۳۸۶)
- کلاغ پر (۱۳۸۶)
- مهمان (۱۳۸۵)
- آکواریوم (۱۳۸۴)
- زن زیادی (۱۳۸۳)
- شکلات (۱۳۸۲)
- عطش (۱۳۸۱)
- بر باد رفته (۱۳۸۱)
- بالای شهر پایین شهر (۱۳۸۰)
- آواز قو (۱۳۷۹)
- سام و نرگس (۱۳۷۹)
- شور عشق (۱۳۷۹)
- چشم عقاب (۱۳۷۷)
- یاغی (۱۳۷۶)
- فاتح (۱۳۷۴)
- گارد ویژه (۱۳۷۴)
- نیش (۱۳۷۳)
- بدل (۱۳۷۲)
- صلیب طلایی (۱۳۷۱)
- پوتین (۱۳۷۰)
- شتاب‌زده (۱۳۷۰)
- شقایق (۱۳۷۰)
- ناصرالدین شاه آکتور سینما (۱۳۷۰)
- آخرین مهلت (۱۳۶۸)
- مرگ پلنگ (۱۳۶۸)
- طوبی (۱۳۶۷)
- ترن (۱۳۶۶)
- سایه‌های غم (۱۳۶۶)
- بگذار زندگی کنم (۱۳۶۵)
- آوار (۱۳۶۴)
- بایکوت (۱۳۶۴)
- تاراج (۱۳۶۳)

## جشنواره‌ها
- کاندید تندیس زرین بهترین فیلم‌برداری برای فیلم عطش - جشن خانه سینما دوره هفتم
- کاندید سیمرغ بلورین بهترین فیلم‌برداری برای فیلم قاعده بازی - جشنواره فیلم فجر دوره بیست و پنجم